# Reto-Moto
Reto-Moto — датская компания-разработчик видеоигр, штаб-квартира расположена в городе Копенгаген, Дания.
До основания Reto-Moto все её учредители были сотрудниками разных компаний в США (Zyrinx и Lemon, ответственных за создание IO Interactive и серии игр Hitman), но решили вернуться в Копенгаген в 1997 году, где позже в том же году они основали Reto-Moto

Reto-Moto было реформирована в апреле 2008 года с целью создания преимущественно многопользовательских игр.
В сентябре 2010 года Reto-Moto был запущен сайт для своей новой игры Heroes & Generals.

## Игры
Heroes & Generals. Дата выхода: 23.09.16